# Toni van Eyck
Toni van Eyck, auch Tony van Eyck (* 23. Oktober 1910 in Koblenz; gebürtig Johanna Gertrud Antonie Eick, verh. Reichel und in 2. Ehe: Wegeler; † 16. April 1988 in Feldkirch, Österreich) war eine deutsche Schauspielerin.

## Karriere
Ihre Mutter war die Schriftstellerin, Malerin und Vortragskünstlerin Toni Eyck (1885–1965), ihr Vater der Schriftsteller Hans Eschelbach.
Sie nahm Schauspielunterricht am Max-Reinhardt-Seminar in Wien und an der Otto-Falckenberg-Schule in München. Ab 1925 spielte sie an verschiedenen Berliner Bühnen, 1932 bis 1934 am Staatstheater, 1935 bis 1938 an der Volksbühne.
1928 wurde sie für den Film entdeckt. Nach einigen Rollen in Vorfilmen wurde sie 1931 als Hauptdarstellerin in dem Aufklärungsfilm Gefahren der Liebe bekannt. Darin stellte sie das Opfer einer Vergewaltigung dar, das zur Mörderin wird. Trotz dieser Rolle blieb sie auch danach hauptsächlich Theaterschauspielerin.
Nebenbei schrieb sie Gedichte, die sie u. a. 1932 beim Berliner Rundfunk vortrug.
Von 1938 bis 1942 gehörte sie zum Ensemble des Burgtheaters, nach Kriegsende war sie am Salzburger Landestheater tätig. 1949 drehte sie ihren letzten Film Ruf aus dem Äther, danach wurde sie Bühnen- und Rundfunkautorin. 1955 erschien ihr Roman Ein Mann namens Miller. Bei Gastspielen war sie noch längere Zeit auf der Bühne zu sehen.

## Privates
1933 heiratete sie den österreichischen Künstler und Kunstsammler Carl Anton Reichel, in zweiter Ehe den Regisseur Richard Wegeler, mit dem sie in Bregenz, Lans (Tirol) und Wien lebte.

## Filmografie
- 1929: Ins Blaue hinein (Kurz-Spielfilm)
- 1929: Geschminkte Jugend
- 1929: Frühlings Erwachen
- 1930: Revolte im Erziehungshaus
- 1931: Gefahren der Liebe
- 1932: Kitty schwindelt sich ins Glück
- 1932: Strich durch die Rechnung
- 1933: Herthas Erwachen
- 1933: Was wissen denn Männer
- 1936: Männer vor der Ehe
- 1950: Ruf aus dem Äther